# Lepto

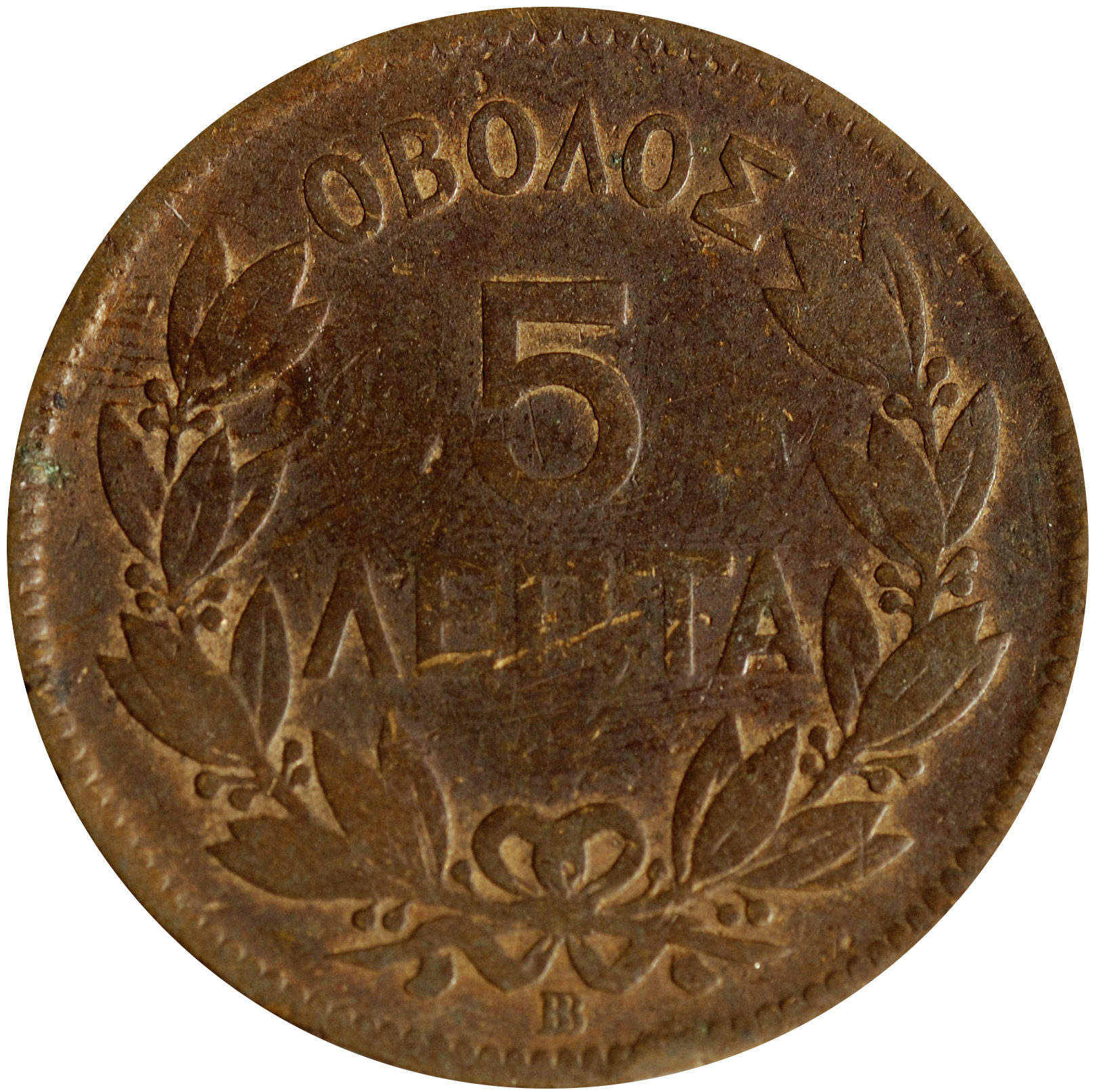
Munt uit 1869 met een waarde van vijf lepta

De leptó of leptón (meervoud: leptá) is traditioneel een honderdste deel van een drachme, en sinds de invoering van de euro is het een honderdste deel van een euro, oftewel gelijkwaardig aan een cent. Op Griekse euromunten staat op het nationale deel leptó (λεπτό, ΛΕΠΤΟ) vermeld op het muntstuk van 1 cent en leptá (λεπτά, ΛΕΠΤΑ) op dat van 2 cent tot en met 50 cent.
De woorden leptó en leptá betekenen in het Grieks iets als 'klein deel'
of 'fractie'. Als men in het Grieks een momentje wil uitdrukken kan men bijvoorbeeld éna leptó (ένα λεπτό) zeggen.
Het lepton is tevens een fundamenteel klein deeltje in de natuurkunde.

## Zie tevens
Griekse euromunten